# Martin Kragh
Martin Kragh (* 27. April 1988) ist ein dänischer Badmintonspieler.

## Karriere
Martin Kragh wurde 2000 und 2001 dänischer Nachwuchsmeister der Altersklasse U13. 2007 nahm er an der Denmark Super Series teil, schied dort jedoch in der ersten Runde des Hauptfeldes aus. 2010 siegte er bei den Portugal International im Herrendoppel mit Anders Skaarup Rasmussen.